# Védské období

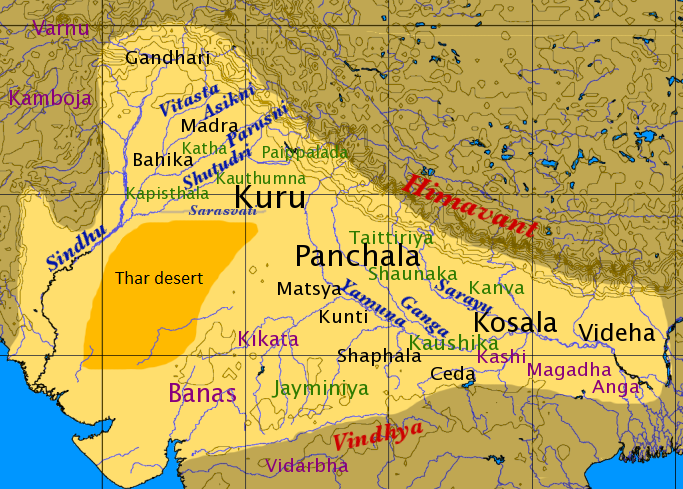
Mapka oblasti védské kultury

Jako védské období se označuje éra v dějinách Indie (přesněji severního až severozápadního území Indického subkontinentu), ve které vznikaly Védy, nejstarší posvátné texty hinduismu. Období započalo někdy v polovině 2. tisíciletí př. n. l. a trvalo zhruba tisíc let. Pokrývá pozdní dobu bronzovou a ranou dobu železnou, respektive éru království Kuru, Harappské kultury a začátek období, kterému odborníci někdy říkají druhá urbanizace. Zastřešujícím pojmem je též někdy védská nebo indoárijská civilizace. Samotné Védy obsahují podrobnosti o životě v tomto období a jsou považovány za poměrně hodnověrný historický zdroj. Představují hlavní nástroj pro porozumění období, vedle archeologických nálezů. Védská společnost byla patriarchální a patrilineální. Časná védská společnost, s centrem v Paňdžábu, měla spíše kmenovou strukturu. Kolem 1200–1000 př. n. l. se kultura rozšířila na východ k úrodné západní Ganze. Osvojila si železné nástroje, které umožnily těžbu dřeva a přijetí usazenějšího zemědělského způsobu života. Druhá polovina védského období byla charakterizována vznikem měst, královskou společenskou strukturou, komplexní sociální diferenciací a vznikem tříd (zárodek kast) a kodifikací bráhmanského obětního rituálu zvaného śrauta (souběžně se podle některých indologů vyvinula alternativní nebrahmánská duchovní tradice zvaná śramaṇa, na území budoucího království Magadha, která byla více než na rituál soustředěna na vnitřní stavy a osvobození, z kteréžto zeminy později vzešel buddhismus). Védská tradice a bráhmánská ortodoxie daly na počátku další éry vzejít kulturní syntéze zvané hinduismus. Archeologové popisují védské období pojmy jako kultura gandhárských hrobů, kultura černě a červeně malované keramiky nebo kultura šedě malované keramiky.